# Photographie analogique
 (décembre 2023).
La mise en forme du texte ne suit pas les recommandations de Wikipédia : il faut le « wikifier ».
Les points d'amélioration suivants sont les cas les plus fréquents. Le détail des points à revoir est peut-être précisé sur la page de discussion.
- Les titres sont pré-formatés par le logiciel. Ils ne sont ni en capitales, ni en gras.
- Le texte ne doit pas être écrit en capitales (les noms de famille non plus), ni en gras, ni en italique, ni en « petit »…
- Le gras n'est utilisé que pour surligner le titre de l'article dans l'introduction, une seule fois.
- L'italique est rarement utilisé : mots en langue étrangère, titres d'œuvres, noms de bateaux, etc.
- Les citations ne sont pas en italique mais en corps de texte normal. Elles sont entourées par des guillemets français : « et ».
- Les listes à puces sont à éviter, des paragraphes rédigés étant largement préférés. Les tableaux sont à réserver à la présentation de données structurées (résultats, etc.).
- Les appels de note de bas de page (petits chiffres en exposant, introduits par l'outil «  Source ») sont à placer entre la fin de phrase et le point final[comme ça].
- Les liens internes (vers d'autres articles de Wikipédia) sont à choisir avec parcimonie. Créez des liens vers des articles approfondissant le sujet. Les termes génériques sans rapport avec le sujet sont à éviter, ainsi que les répétitions de liens vers un même terme.
- Les liens externes sont à placer uniquement dans une section « Liens externes », à la fin de l'article. Ces liens sont à choisir avec parcimonie suivant les règles définies. Si un lien sert de source à l'article, son insertion dans le texte est à faire par les notes de bas de page.
- La présentation des références doit suivre les conventions bibliographiques. Il est recommandé d'utiliser les modèles {{Ouvrage}}, {{Chapitre}}, {{Article}}, {{Lien web}} et/ou {{Bibliographie}}. Le mode d'édition visuel peut mettre en forme automatiquement les références.
- Insérer une infobox (cadre d'informations à droite) n'est pas obligatoire pour parachever la mise en page.

Pour une aide détaillée, merci de consulter Aide:Wikification.
Si vous pensez que ces points ont été résolus, vous pouvez retirer ce bandeau et améliorer la mise en forme d'un autre article.

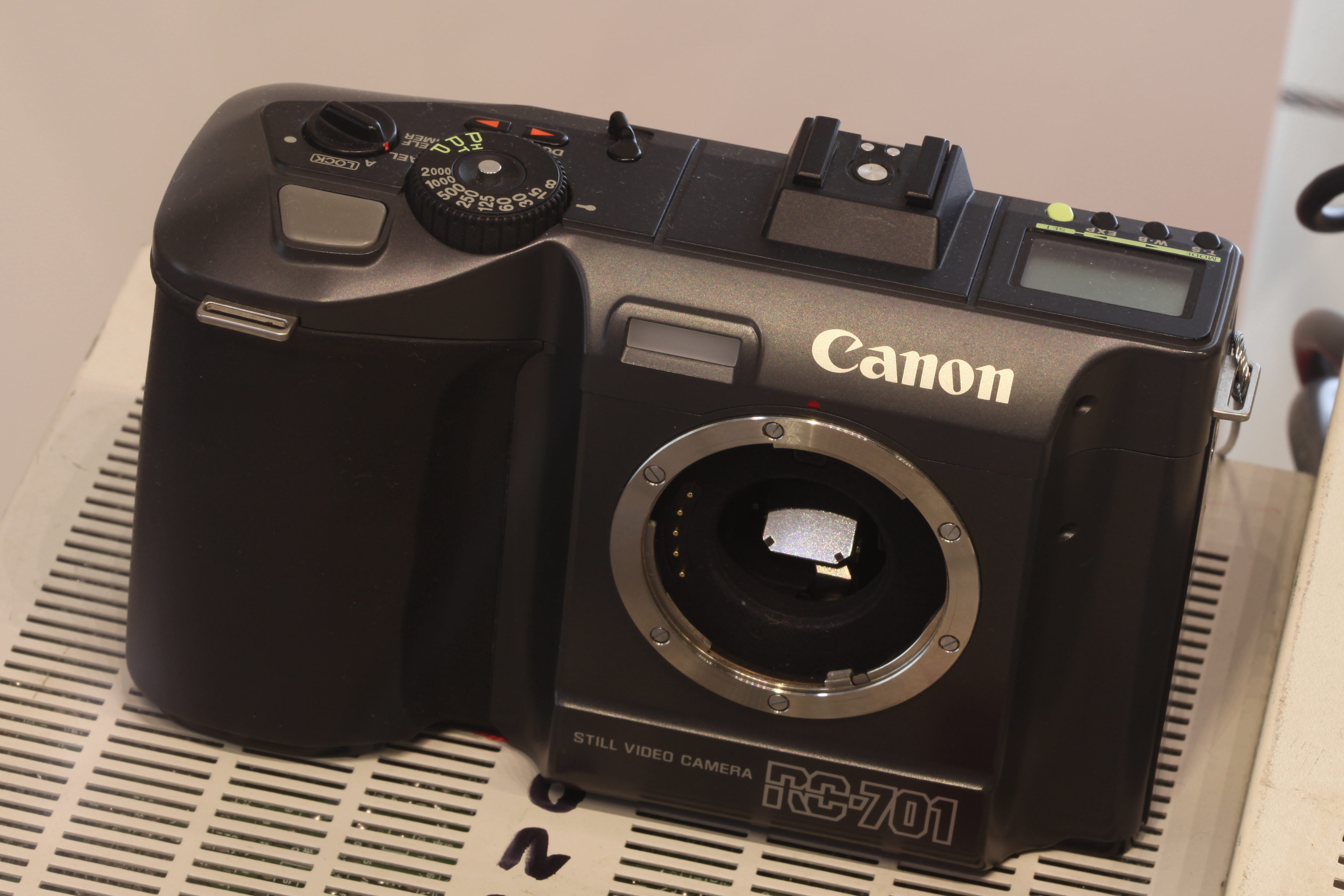
Canon RC-701, de 1986.

La photographie analogique (anglais : Still video camera, SVC, littéralement caméra vidéo (à image) fixe) est un procédé photographique, aujourd'hui révolu et peu répandu, permettant le traitement électronique et la conservation de la prise de vue sous forme de grandeur électrique, point par point et ligne par ligne, sur un support magnétique (Canon les appelait appareils photo magnétiques, pour la série ION). Ils ont été nommés rétrospectivement analogiques à l'arrivée des "vrais" appareils photo numériques. Ils étaient principalement utilisés par la presse et quelques amateurs fortunés.
Par abus de langage et par opposition à la photographie numérique, l'usage populaire l'utilise parfois à tort pour désigner la photographie argentique. Néanmoins, le terme analogique se référant aux moyens de transformation de grandeurs physiques, l'image argentique, de procédés purement chimiques, ne peut pas véritablement être qualifiée d'image analogique.

## Histoire

### Développement et prototypage
Canon a commencé à développer un système de vidéo fixe dès 1977, à la suite d'une présentation secrète de Texas Instruments (TI). Le traitement des données d'image d'un capteur CCD en un fichier numérique aurait nécessité un superordinateur à l'époque, de sorte qu'une décision stratégique a été prise d'utiliser des méthodes d'enregistrement analogiques, et Canon a recruté Sony et d'autres fabricants pour créer un format standard, ce qui a donné naissance à la disquette vidéo. Parmi les autres membres figuraient JVC, Matsushita (Panasonic), Olympus, Philips et RCA.
La première caméra vidéo fixe était un prototype Mavica (de caméra vidéo magnétique en français), qui a été dévoilé par Akio Morita, président de Sony, le 24 août 1981. Le prototype Mavica était équipé d'un objectif interchangeable et avait approximativement la taille et le poids d'un appareil photo reflex 35 mm conventionnel, soit  130 × 89 × 52 mm et 790 g. Il offrait des temps de pose allant de 1/60 à 1/2000 s ; la disquette vidéo (baptisée « Mavipak » par Sony) était capable de stocker jusqu'à 50 images. Le Mavica était équipé d'un seul capteur CCD d'une définition de base de 570 × 490, mais la résolution était limitée à environ 350 lignes horizontales. Cela s'explique par le fait qu'il a été conçu pour la lecture vidéo, qui est composée de champs vidéo entrelacés d'environ 240-280 lignes horizontales. La définition du Mavica a été légèrement augmentée par l'enregistrement des informations de couleur sur un canal FM séparé, au lieu d'être une sous-porteuse du signal analogique. À l'époque, Sony a déclaré qu'il faudrait de 15 à 24 mois avant que le Mavica ne soit commercialisé, à un coût estimé à 660 $ US (équivalent à 1 970 $ en 2021) pour la caméra et à 220 $ US supplémentaires (équivalent à 660 $ en 2021) pour l'unité de lecture.

### Réponses des fabricants de films
À l'époque, la rumeur voulait que Polaroid Corporation et Eastman Kodak aient développé des appareils photo concurrents utilisant des capteurs d'images au lieu de films. Polaroid n'a offert aucun commentaire concernant le Mavica de Sony, mais avait déjà publié un brevet décrivant un appareil photo qui stockait les images électroniquement en 1980,. Kodak a publié sa position dans un bulletin interne des employés : « La capacité technique ne signifie pas nécessairement la capacité de commercialisation de masse. Pour un certain nombre de raisons - notamment le coût, la commodité, la qualité et la taille - les systèmes électroniques ne répondent pas aux besoins et aux attentes des amateurs de photos. ». Kodak développait ses propres capteurs CCD et des prototypes d'appareils photo numériques à enregistrement de fichiers, dont l'appareil numérique Lloyd/Sasson de 1975,, et l'« Electro-Optic Camera » monochrome de 1 mégapixel de 1988 pour un client du gouvernement américain.
Les fabricants de films ont ensuite commercialisé des appareils autonomes permettant de visualiser, d'enregistrer et d'imprimer des images stockées sur des disquettes vidéo, considérant cette technologie comme un moyen de remplacer le traitement conventionnel des films et les diaporamas, plutôt que de remplacer les appareils photo argentiques. Lors de la photokina 84, Fujifilm a présenté son Fujix TV-Photo System, un lecteur de disquettes vidéo qui pouvait être connecté au téléviseur de l'utilisateur ; les disquettes pouvaient être créées pour une somme nominale lorsque les consommateurs déposaient leurs films dans un centre de traitement Fuji au Japon. Kodak a présenté ses premiers efforts en matière de vidéo fixe en 1985, notamment le Color Video Imager, une imprimante couleur conçue pour prendre n'importe quel signal vidéo analogique, et le Still Video Player/Recorder, qui transférait une seule image fixe d'une source vidéo analogique sur une disquette vidéo,,. L'imageur vidéo couleur affichait le signal d'entrée sur un tube cathodique pour exposer une feuille de film instantané ; le lecteur/enregistreur vidéo fixe offrait l'interpolation interligne pour améliorer l'affichage d'une seule trame ; le prix de détail estimé de l'imageur vidéo couleur était de 700 $US (soit l'équivalent de 1 730 $ en 2021) ; Sony a répondu avec l'enregistreur ProMavica, annoncé en mai 1986.

### Appareils professionnels
Le Yomiuri shinbun a contacté Canon en septembre 1983, demandant un appareil photo analogique à utiliser lors des Jeux olympiques de Los Angeles de 1984 ; le système ainsi créé nécessiterait également un émetteur, un récepteur et une imprimante. L'expérience de Canon a été un succès, et les photographes du Yomiuri capturaient des images d'athlètes japonais lors des Jeux olympiques d'été de 1984 à l'aide d'un prototype de SVC Canon (modèle D701) et les transmettaient pour une publication rapide, ce qui aurait été impossible avec des photographies sur pellicule conventionnelle. TI a aidé Canon à développer le capteur CCD pour le prototype D701. Les Jeux olympiques d'été de 1984 se sont avérés être un terrain fertile pour le développement du SVC ; Sony a développé un système SVC similaire pour le Asahi shinbun et Nikon a développé le NT-1000 Direct Transmitter pour Kyodo News, bien que les systèmes de Sony et Nikon ne pouvaient transmettre que des images en noir et blanc, alors que Canon fournissait la couleur. Nikon a lancé le NT-1000 en 1983 comme solution alternative pour les photojournalistes sur le terrain, la première machine portable à numériser et à transmettre des films conventionnels.
À la photokina 84, Copal Corp. et Panasonic ont présenté des prototypes d'appareils photo analogiques. Le prototype d'appareil photo analogique de Konica, initialement présenté en 1985, puis en 1987 sous la forme d'un prototype plus avancé, était estimé à 4 000 $ US (soit 9 500 $ en 2021). Kodak a fait la démonstration d'un prototype d'appareil photo analogique en 1987 ; la couverture médiatique s'est concentrée sur la manipulation du prototype (« tenu de la même manière que des jumelles » avec des commandes montées sur le dessus et des affichages à l'arrière) et sur son poids de 1,8 kg,.
Canon a continué à développer le D701 pour en faire le RC-701, qui a été le premier appareil photo analogique à être commercialisé en 1986, destiné aux photographes professionnels et aux agences de presse, ; trois objectifs interchangeables dédiés ont été développés pour le RC-701, et des objectifs à monture FD pouvaient être fixés via un adaptateur,. Le RC-701 utilisait un capteur CCD de 380 000 pixels fabriqué par TI, et son prix était de 2 595 $ US (équivalent à 6 420 $ en 2021) pour le boîtier seul. Il était la pierre angulaire du système vidéo professionnel de Canon, qui comprenait également un émetteur-récepteur et une imprimante. Le coût total du système était d'environ 33 000 $ US (équivalent à 82 000 $ en 2021). L'imprimante à sublimation développée pour le système allait donner naissance à une ligne commerciale distincte que Canon a baptisée SELPHY. Sony est arrivé en deuxième position sur le marché avec le ProMavica MVC-A7AF de 1987, qui offrait la possibilité d'enregistrer 10 secondes de son,. En novembre 1987, Minolta a lancé deux dos vidéo fixes pouvant être montés sur ses reflex autofocus 7000 et 9000, désignés respectivement SB-70(S) et SB-90(S). Le prix de détail en 1988 était de 2 915 $ US (équivalent à 6 680 $ en 2021) chacun. Nikon a répliqué en annonçant son SVC professionnel concurrent QV-1000C avec le matériel de système de soutien, y compris deux objectifs dédiés et un émetteur, en août 1988.

## Principe de fonctionnement
L'image formée sur le capteur d'image est recueillie par les cellules qui le composent. Chaque cellule convertit alors le signal en grandeur électrique proportionnelle à la lumière qu'elle a reçue. Elles sont alors balayées, ligne par ligne, par un signal de commande qui en récolte la valeur électrique pour la transformer, au travers une électronique complexe de mise en forme, et l'enregistrer sur un support magnétique.
La forme du signal électrique récolté a beaucoup de similitudes avec les signaux vidéo analogiques des téléviseurs et magnétoscopes grand public de l'époque. Il est à noter que les appareils photo numériques actuels collectent toujours un signal analogique en sortie du capteur, mais celui-ci est très rapidement amplifié et converti en numérique, afin d'être traité par la micro-informatique embarquée. La principale différence résidait dans le fait que toute la chaine de traitement de l'image était traitée de manière analogique. Y compris la sauvegarde sous forme de signaux modulés au lieu de signaux binaires pour nos appareils actuels.